# Гарипов, Рами Ягафарович
Рами́ Ягафа́рович Гари́пов (баш. Рәми Йәғәфәр улы Ғарипов; 12 февраля 1932 — 20 февраля 1977) — башкирский поэт, переводчик, редактор. Народный поэт Башкортостана (1992, посмертно).

## Биография[1]
Народный поэт Башкортостана Рами Ягафарович Гарипов родился 12 февраля 1932 года в селе Аркаул Салаватского района Башкирской АССР в семье колхозника.
Семилетнюю школу окончил в родной деревне, затем учился в Уфимской средней школе № 9.
В 1950—1955 годах — студент Литературного института им. А. М. Горького. По окончании института работал в редакциях газеты «Совет Башкортостаны», журнала «Агидель» и редактором художественной литературы Башкирского книжного издательства.
В 1959—1964 гг. Рами Гарипов жил в родных краях, работал секретарем комсомольской организации колхоза «Юрюзань» и совхоза «Саргамыш» Салаватского района, завотделом Салаватской районной газеты.
В 1964—1966 годах — литературный сотрудник газеты «Совет Башкортостаны», а в 1968—1972 гг. ответственный секретарь журнала «Башкортостан кызы».
Рами Гарипов начал печататься в 1950 г. Первое стихотворение опубликовано в журнале «Әҙәби Башкортостан» в 1950 г.
Первая книга стихов «Юрюзань» (1954) была дипломной работой студента Литературного института. Сборники стихов «Каменный цветок» (1958), «Песня жаворонка» (1964) он посвятил родному краю, природе, своим землякам. В последующих сборниках «Полет» (1966), «Заветное слово» (1969), «Рябинушка» (1974) — чувствуется тяготение к философской лирике. Размышления о смысле жизни, об исторической судьбе народа, о духовной связи поколений, тревога за будущее родного языка и культуры — определили суть поэзии Р.Гарипова. Он часто обращается к башкирскому поэтическому творчеству, особенно жанрам кубаира и классическим народным песням. Большая заслуга Р. Гарипова в возрождении и развитии этих жанров.
Р. Гарипов известен и как мастер художественного перевода, из поэзии Пушкина, Лермонтова, Есенина, Блока, Гейне, Рудаки, Р. Гамзатова и др. Им переведены так же на башкирский язык сборники рассказов И. Франко «К свету» (1959).
Поэт плодотворно работал над переводами рубаи О. Хаяма. Результатом его переводческой деятельности явилась книга «Моя антология» (1991).
За критическое отношение к советской национальной политике талантливый поэт Р. Гарипов подвергался преследованиям. Многие стихи остались неопубликованными при жизни поэта. Написанная в 1964 году поэма «1937» увидела свет лишь в 1987 году.
Член Союза писателей СССР с 1960 года, откуда исключен за стихотворение о любви к родному языку.
Умер от разрыва сердца 20 февраля 1977 года. Похоронен на Мусульманском кладбище г. Уфы .
Рами Гарипов посмертно удостоен звания Народный поэт Башкортостана (1992). Посмертно присуждена Республиканская премия имени Салавата Юлаева (1988) с формулировкой «За изданные в последние годы поэтические произведения».
Самое известное стихотворение Рами Гарипова — «Туған тел» («Родной язык»).

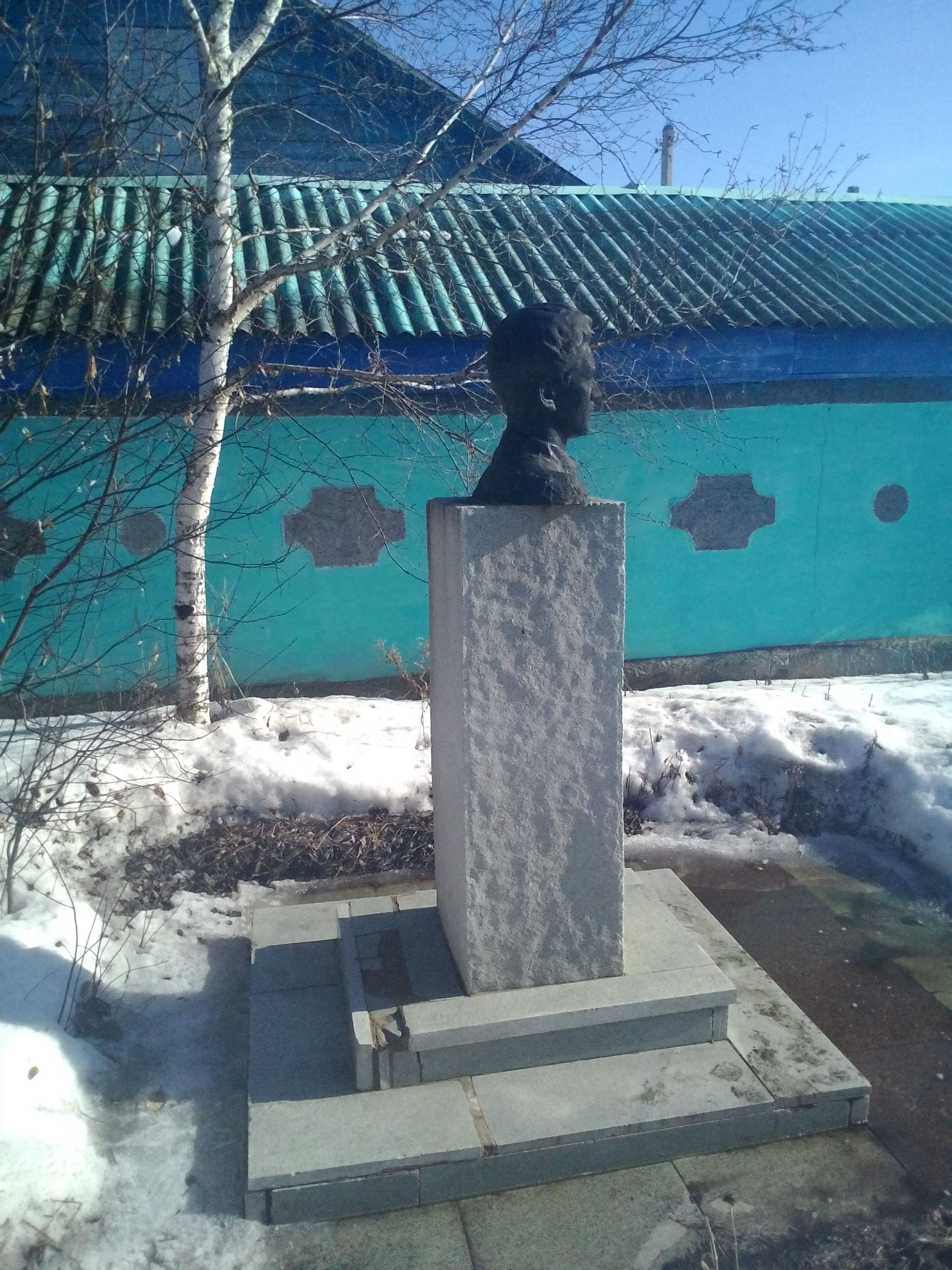
В музее Рами Гарипова
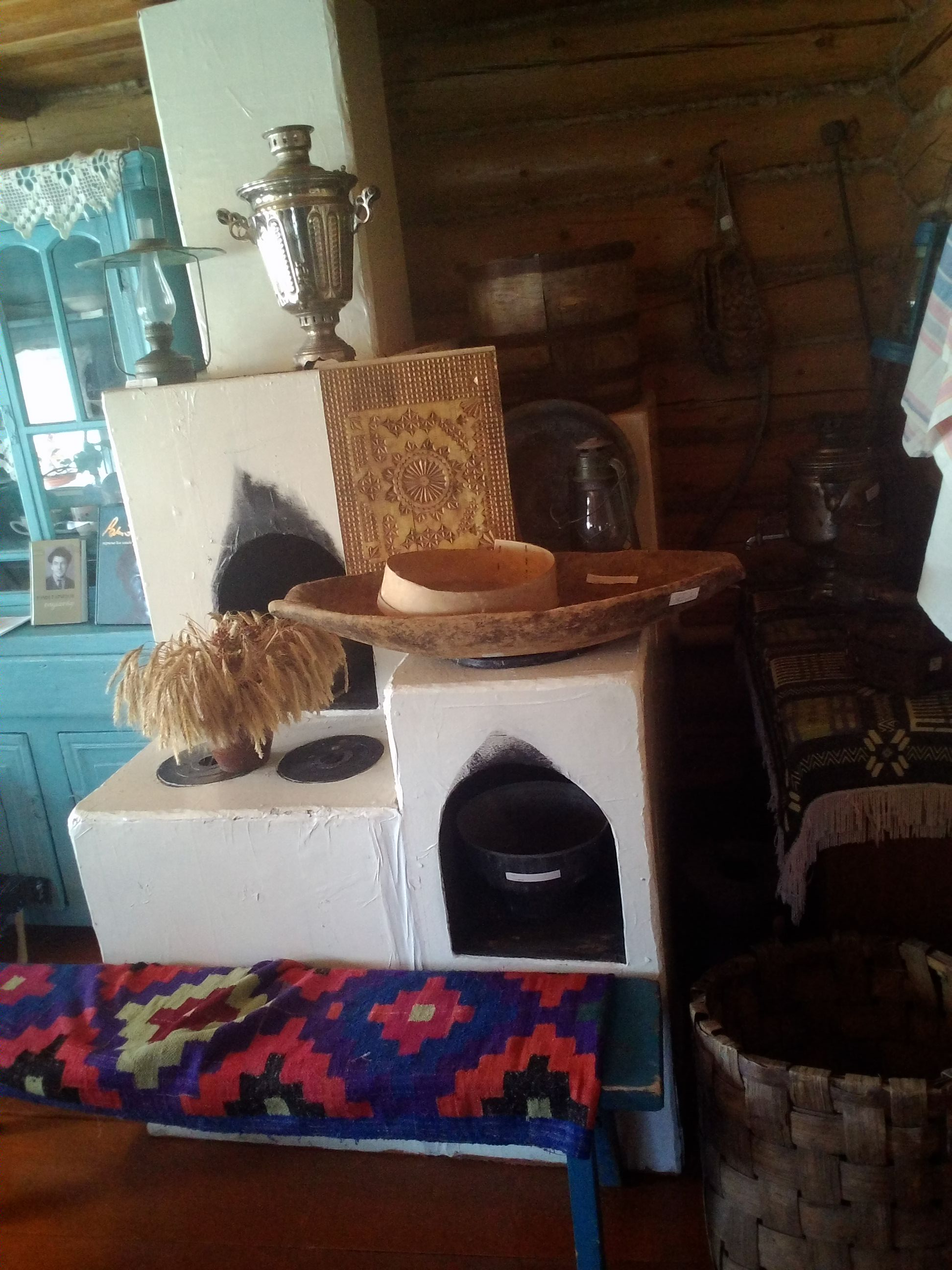
В музее Рами Гарипова
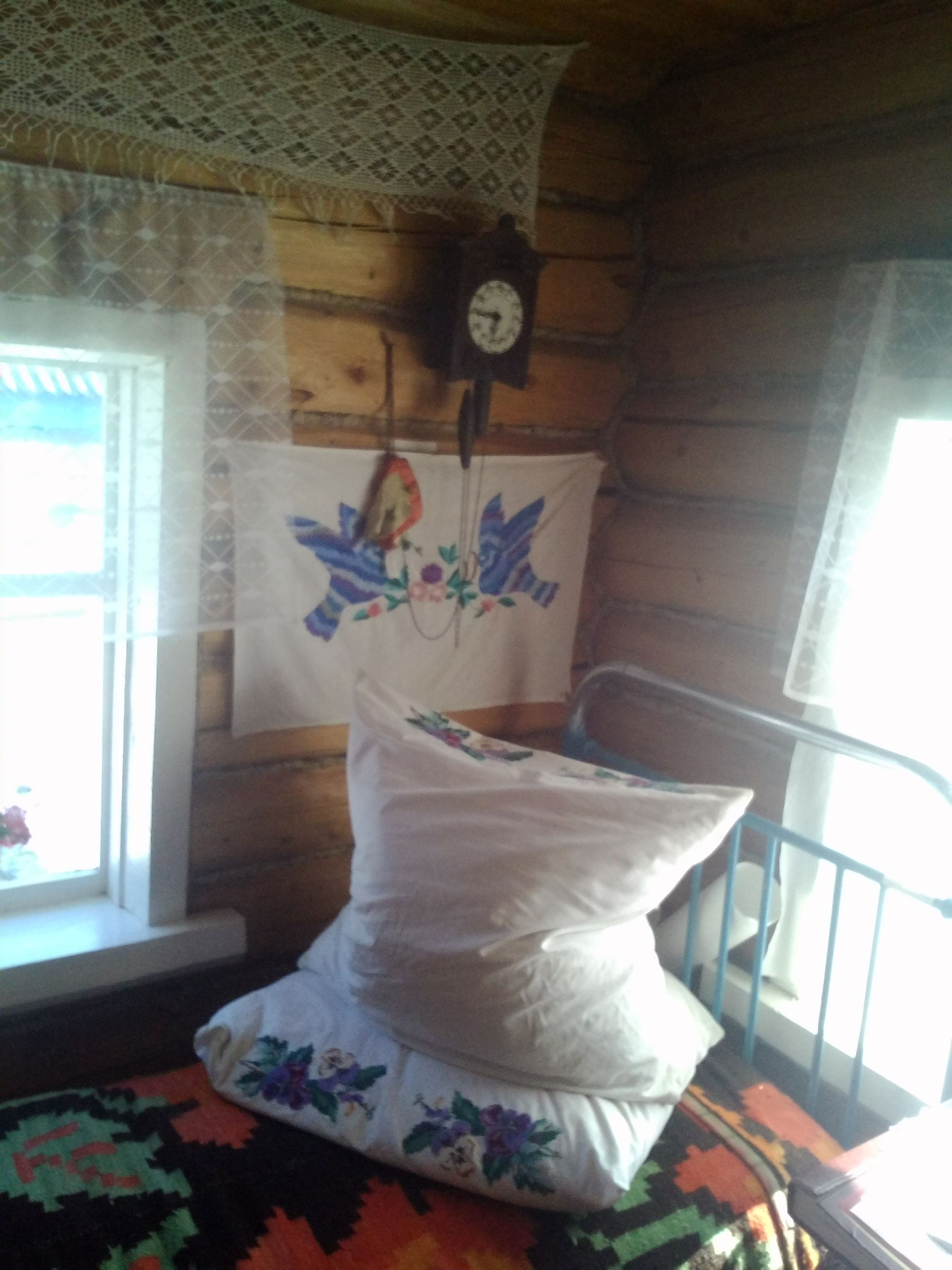
В музее Рами Гарипова
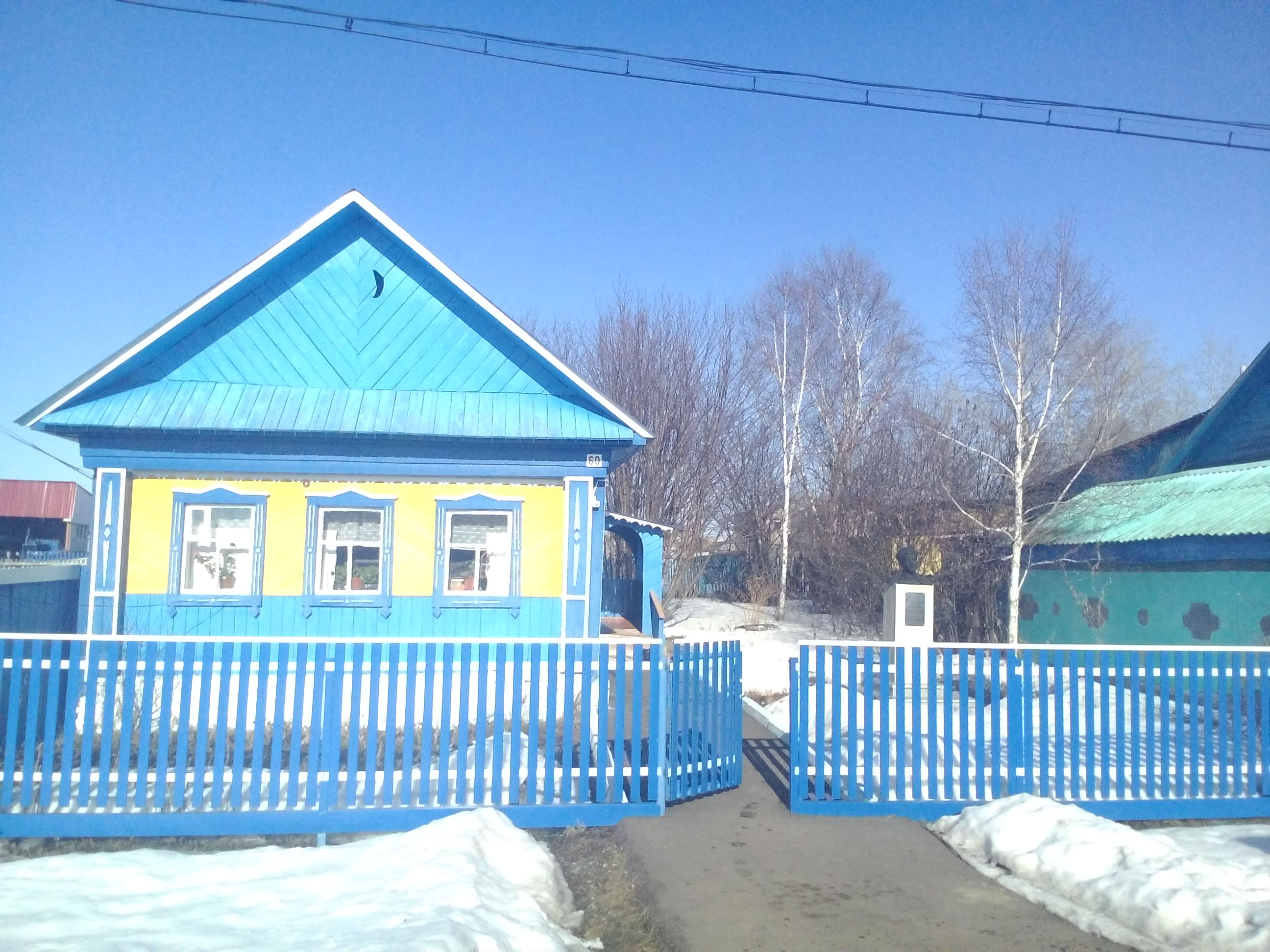
В музее Рами Гарипова
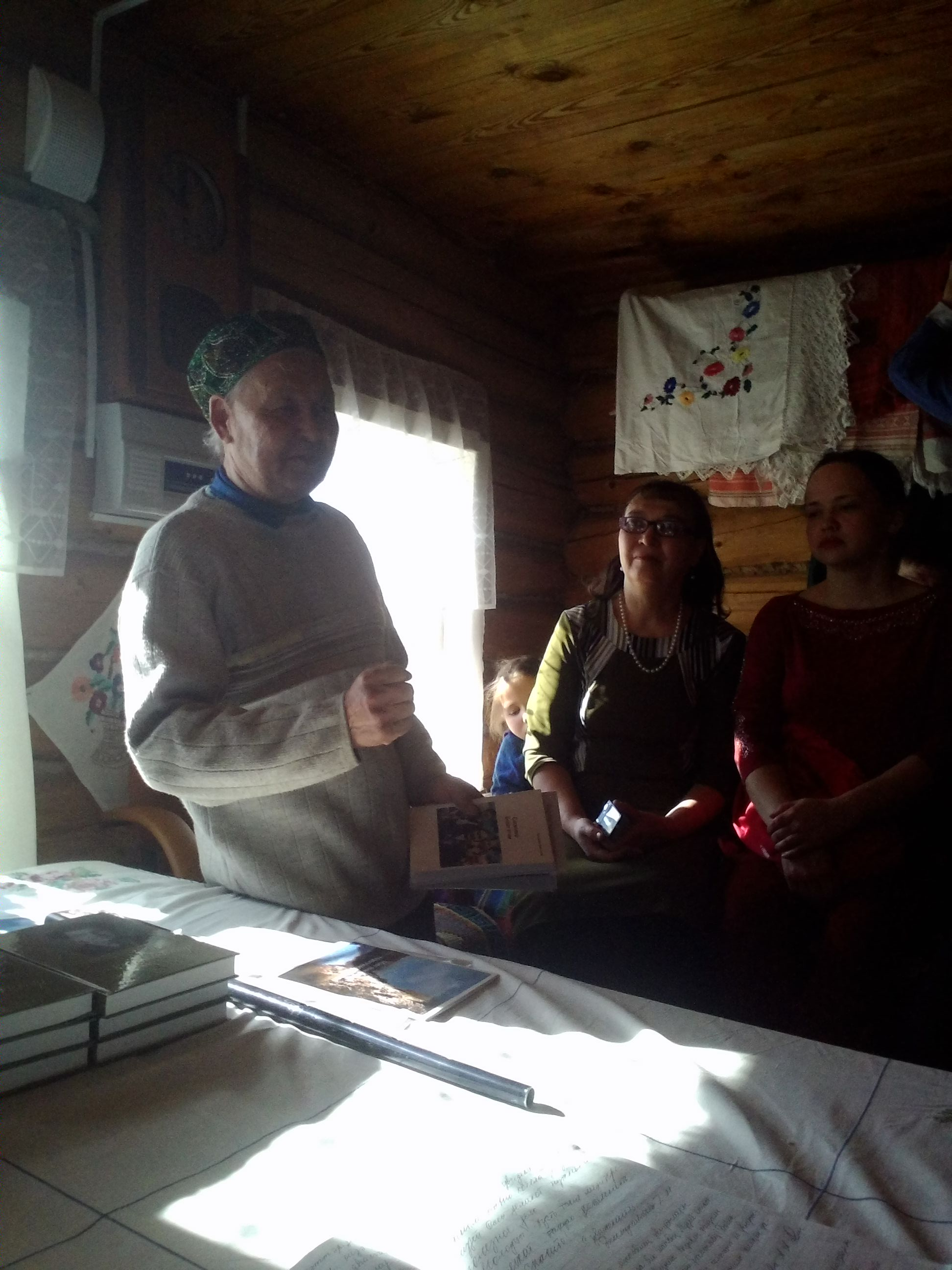
В музее Рами Гарипова
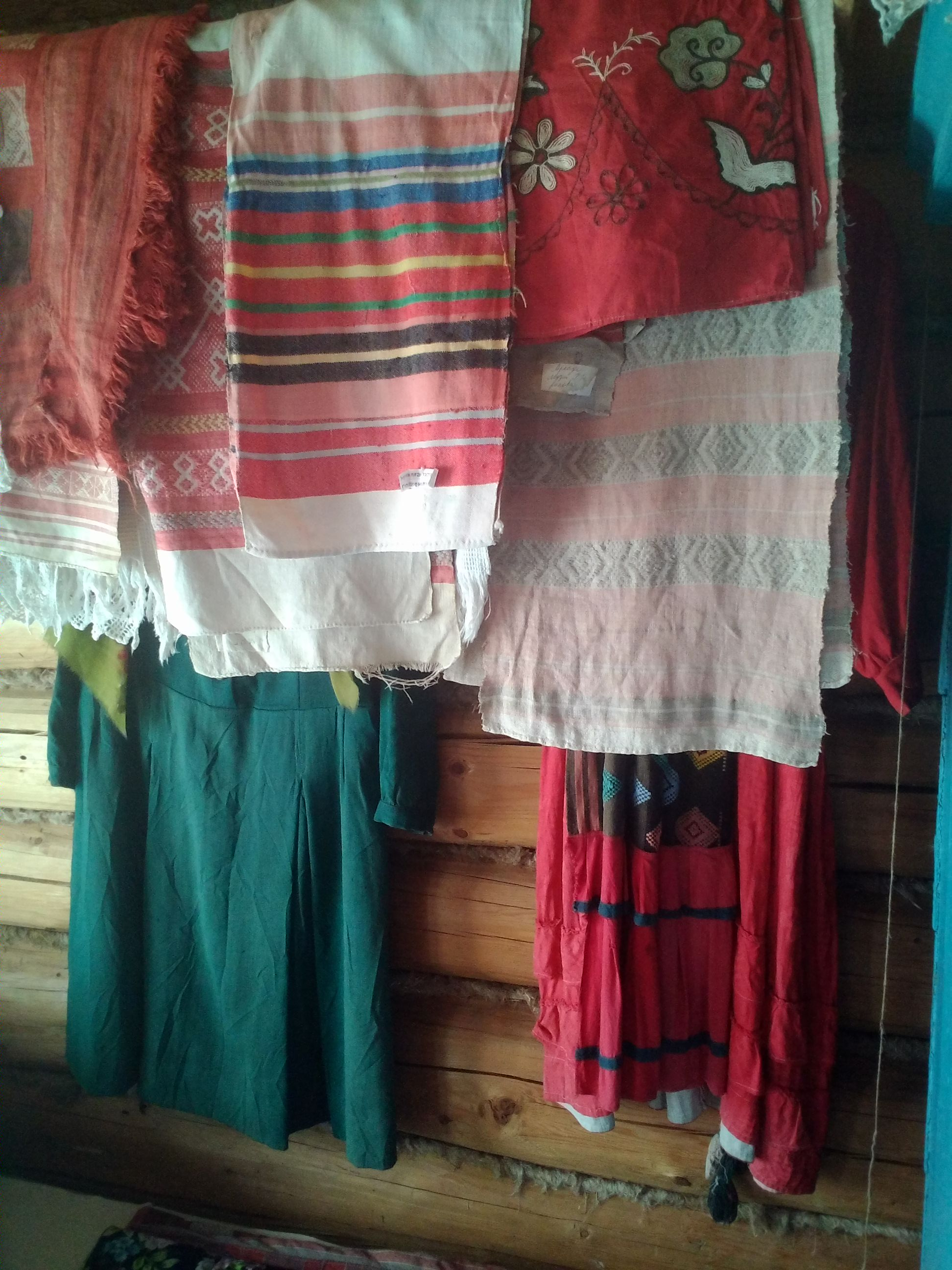
В музее Рами Гарипова
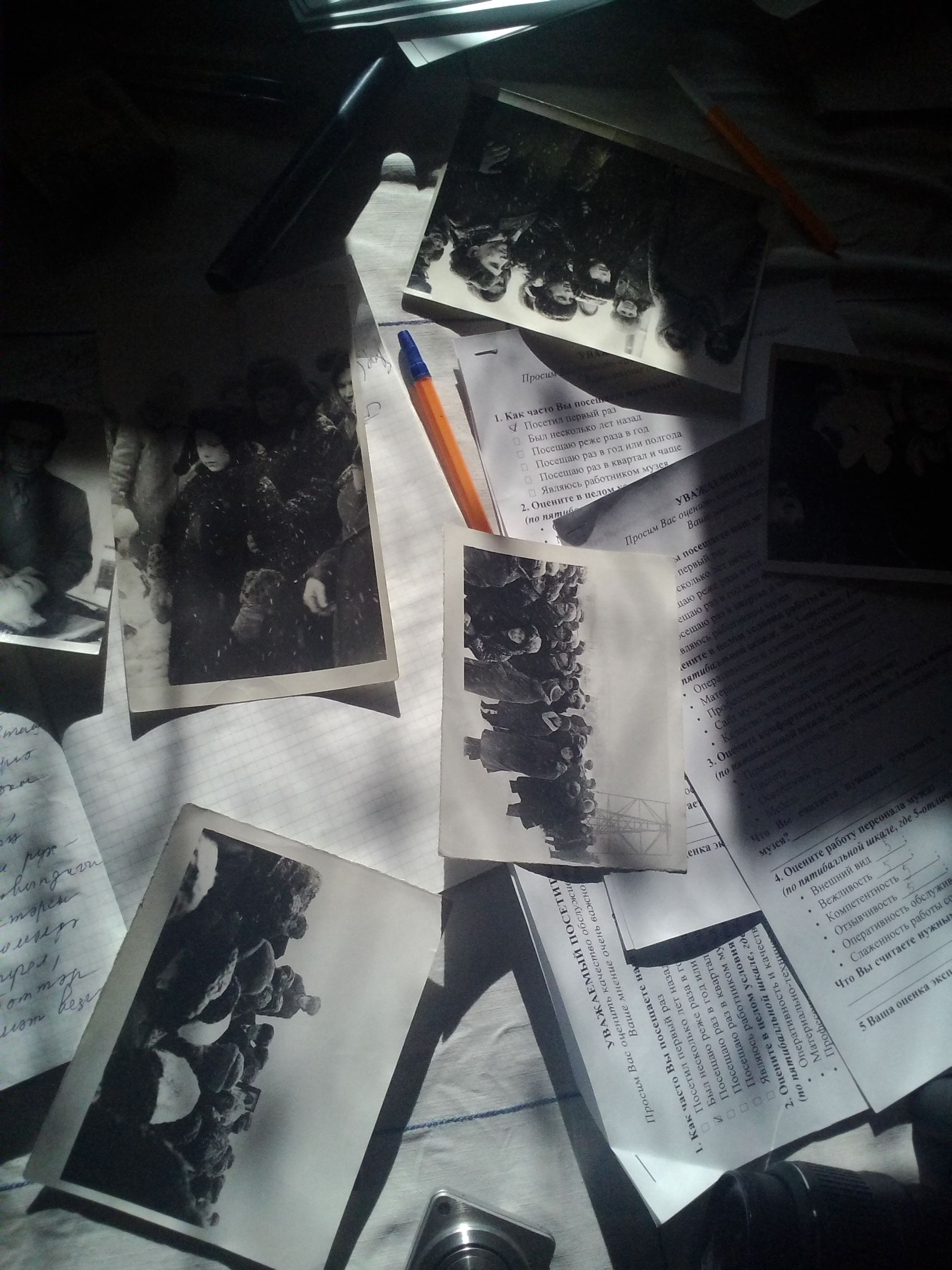
В музее Рами Гарипова
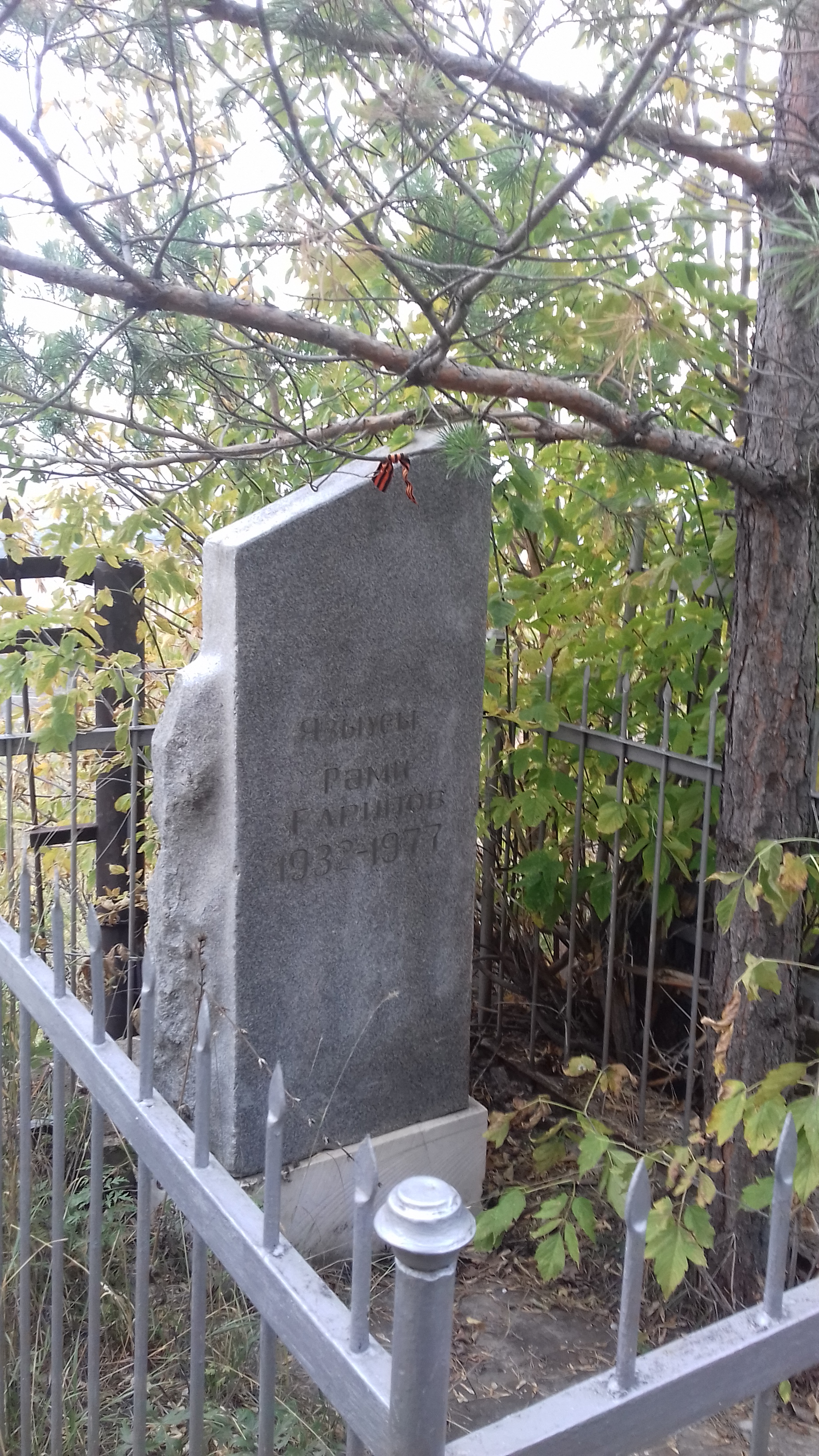
Могила писателя Рами Гарипова на Мусульманском кладбище в городе Уфа (Башкортостан, Россия)

## Память
В деревне Аркаул Салаватского района открыт дом-музей, установлен бюст поэта. Создан документальный фильм о жизни и творчестве.
Имя Рами Гарипова носят:
- Башкирская республиканская гимназия-интернат № 1;[3]
- Улица в селе Аркаул;
- В ноябре 1990 года учреждена премия имени Рами Гарипова.[9]
- В г. Уфе есть улица Рами Гарипова.
- В г. Мелеуз есть улица Рами Гарипова
- В селе Малояз есть улица Рами Гарипова
- В деревне Кадырово Кугарчинского района в честь поэта названа главная улица.

В 2022 году вышел в прокат фильм режиссера Булата Юсупова «Дневник поэта», показывающий страницы жизни и творчества поэта за время с 1941 по 1977 год.